# Odette Bancilhon
Odette Bancilhon (Molezon, 22 settembre 1908 – Alès, 22 ottobre 1993) è stata un'astronoma francese.
Ha lavorato negli anni trenta e quaranta all'Osservatorio di Algeri. Fino al 1950 fu all'Osservatorio di Strasburgo. Nel periodo 1956-1958 fu all'Osservatorio di Quito. Gli ultimi lavori risalgono al 1964.
Il Minor Planet Center le accredita la scoperta dell'asteroide 1333 Cevenola effettuata il 20 febbraio 1934.
Le è stato dedicato l'asteroide 1713 Bancilhon.
Negli anni quaranta sposa il collega Alfred Schmitt per cui i suoi lavori sono a volte firmati O. Schmitt-Bancilhon.